# سنفيتالية
السَّنْفِيتالِية هو جنس من النباتات المزهرة التي تنتمي إلى الفصيلة النجمية. مهدهم في الغالب اللمكسيك، مع وجود عدد قليل من الأنواع في أمريكة الوسطى والجنوبية وجنوب غرب الولايات المتحدة.